# Мозаїка Александра
Мозаїка Александра, також Александрова мозаїка, Битва при Іссі — одна з найвідоміших античних римських мозаїк, датована близько 100 до н. е.. Знайдена 1831 року під час археологічних розкопок в Помпеях у, так званому, Будинку Фавна (Casa del Fauno).

## Загальні відомості
Розміри мозаїки Александра 582 см × 313 см. Щільність укладки фрагментів — 5-6 шт./см². Відтак, можна припустити, що для її створення майстер використав близько 1 мільйона тессер. Мозаїка створена в техніці opus vermiculatum, тобто тессери складались одна до одної за звивистими лініями, розмір однією тессери не перевищував 4 мм. Для зображення усіх фігур та деталей картини майстру знадобились тільки 4 кольори: білий, жовтий, червоний і чорний.
Дослідники вважають, що власне Мозаїка Александра, незалежно від того, в який час невідомий майстер виклав її в Будинку Фавна, виникла за прообразом ще більш ранньої картини. Оригінал міг належати роботі еретрійського художника 4 століття до н. е. Філоксена, учня Нікомаха Фіванського. Він створив мозаїку на замовлення Кассандра близько 300 до н. е., згідно зі свідченнями Плінія Молодшого. За іншою версією, Мозаїку Александра первісно створив маляр Апеллес з Колофона, що в Лідії.
Мозаїка Александра з 1843 року зберігається в Національному археологічному музеї Неаполя. У Помпеях з 2005 року експонується копія мозаїки, створена школою-майстернею мозаїки в Равенні, яка точно відтворює помпейський оригінал за матеріалом, кольоровою гамою, формою та розміром. Вартість робіт зі створення копії склала понад 500 тисяч євро.

## Сюжет
Мозаїка представляє кілька видів битви, яка відбулась між македонським царем Александром Великим та перським царем з династії Ахеменідів Дарієм III. Мозаїка змальовує Александра, який наздоганяючи Дарія, списом заколює його тілоохоронця, готовий вразити і самого перського володаря. Найчастіше цю сутечку визначають як битву при Іссі в Кілікії, яка відбулась 333 до н. е. Втім мозаїка може зображувати й епізод битви при Гавгамелах, в якій Александр та Дарій зустрілись 331 до н. е.
В центрі мозаїки композиційно домінує Дарій. Його широкі відкриті, налякані очі в рівній мірі направлені на Александра та загиблого охоронця, який за кілька кроків від царя перешкодив шлях Александру. Сам Дарій вже не бореться, а стає пасивним спостерігачем та навіть намагається розвернути свою колісницю для втечі. Александр Македонський, верхи на Букефалі, навпаки активно кидається в бій, пронизуючи списом тілоохоронця, навіть не глянувши на нього. Його погляд зосереджений на Дарії. Навіть очі Медузи Горгони з горгонейона, зображеного на обладунках Александра, дивляться на переможеного Дарія.
Саме зображення Александра Македонського відповідає, так званому, лісіппівському типу. Художник не ідеалізує царя, не уподібнює до тонких рис олімпійських богів, великого Зевса або Аполлона. Його обличчя зображене худорлявим, виражено м'язистими, зі зморшками, волосся Александра коротке, воно ледь прикриває вухо, а не довгі локони, як у традиційнішому обожнюваному варіанті.
Александра оточують його охоронці із гетайрів, їх можна впізнати за шоломами, схожими на ковпаки, хоча цей фрагмент мозаїки зберігся погано. Решту простору займають перси, одягнені в традиційні для Центральної Азії обладунки, схожі на панцирі із залізних прямокутних пластинок. Перед колісницею Дарія один з персів намагається розвернути наляканого коня, з якого впав уражений солдат. Обличчя останнього віддзеркалюється в щиті — це єдине обличчя на мозаїці, обернене поглядом на глядача.
Те, що Мозаїка Александра зображує саме переломний момент битви підкреслюється динамікою фігур, і особливо круглою формою колеса в центрі. Положення тіла Дарія, а також напрямленість списів персів все ще зберігають лінію наступу перського війська. Цим Мозаїка Александра докорінно відрізняється від картини Альбрехта Альтдорфера «Битва Александра», де Александр просто переслідує давно тікаючого Дарія.

## Фрагменти мозаїки

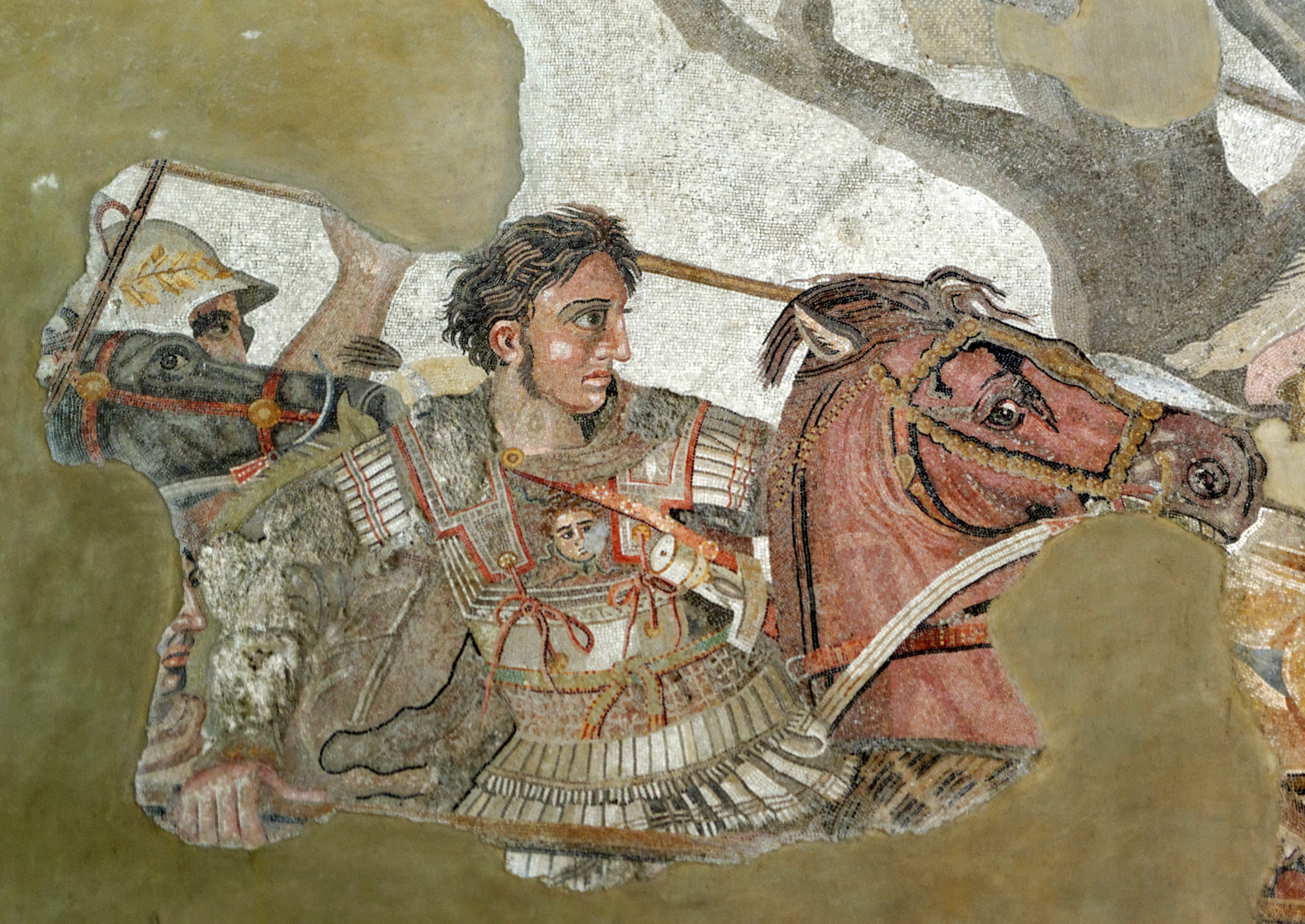
Александр верхи на Букефалі
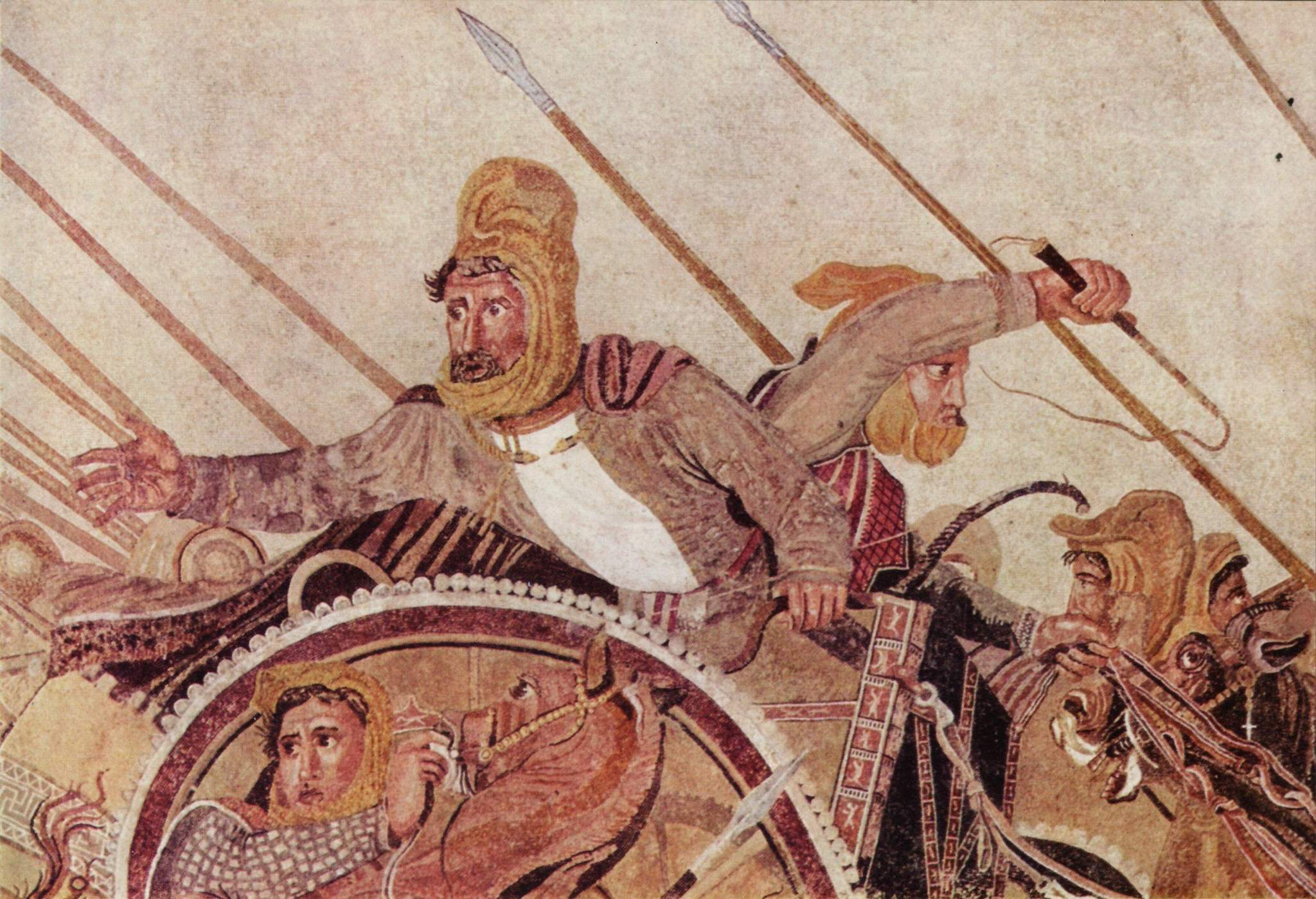
Перський цар Дарій III
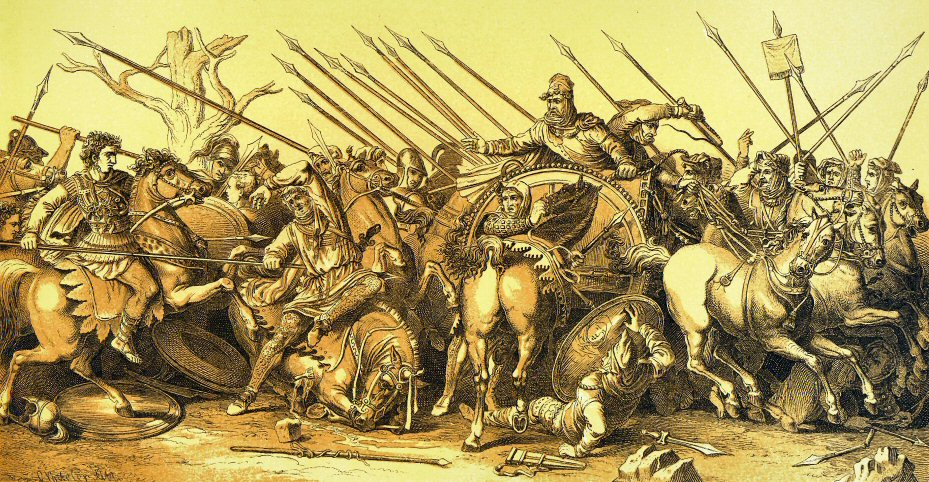
Реконструкція, опублікована 1893 року